# Paava
Paava ist eine winzige Riffinsel im nördlichsten Riffsaum des Atolls Funafuti, Tuvalu.

## Geographie
Die Insel ist zusammen mit Fualefeke die nördlichste Insel des Atolls. Sie liegt zwischen Mulitefala im Osten und dem Te Lape Main Pass (Te Ava i Te Lape) im Westen.